# Дайкунді

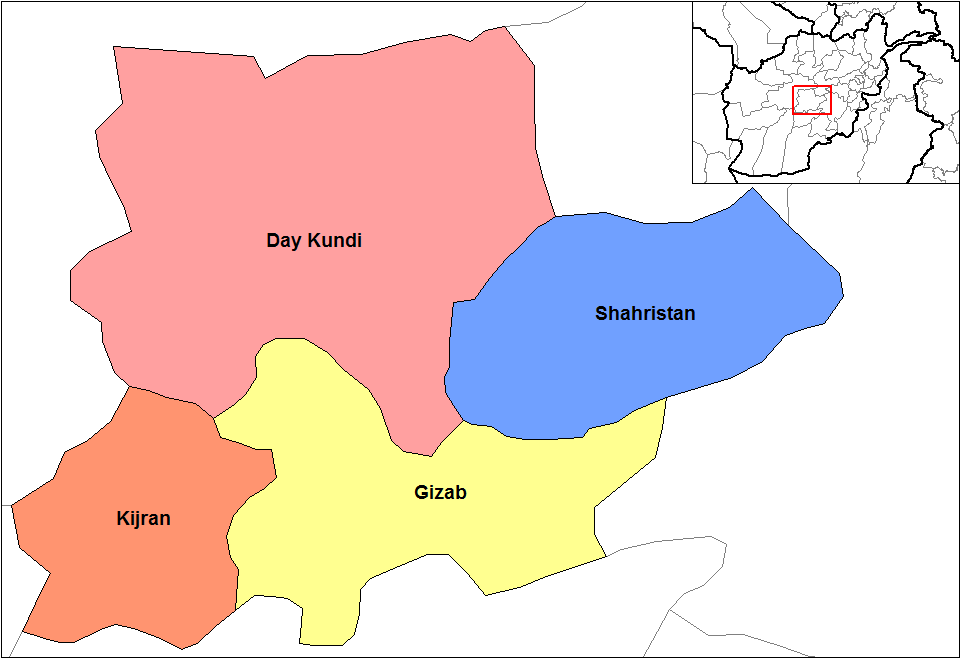
Райони Дайкунді

Дайкунді — (перська мова: دایکندی), одна з тридцяти чотирьох областей Афганістану.
Створено 28 березня 2004 року. Раніше був ізольованою частиною вілайяту Урузган, на південній його частині. Розташована приблизно за 310 кілометрів від Кабула.
Адміністративний центр — місто Нілі. Територія 8088 км². Не контрольований НАТО.

## Населення
Станом на 2009 рік у вілаяті проживало 417,3 тисяч жителів. Хазарейці становлять 86 % населення, пуштуни — 8,5 %.

## Адміністративний поділ
До складу Дайкунді входять 8 районів:
- Аштарлай
- Каджран
- Хедір
- Кіті
- Мірамор
- Нілі
- Сангітахт
- Шахрістан
- Гізаб